# Доля (единица измерения)
До́ля, также пиро́г — самая мелкая старорусская единица измерения массы, равная 1/96 золотника, то есть около 44,435 мг. Исторически это был вес зерна полбы.
Из сведений «Торговой книги» XVI века истекает, что самыми малыми единицами измерения на Руси являлись золотник (примерно 4,27 г), почка (1/25 золотника, или 0,17 г) и пирог (доля), равная четверти почки (0,044 г, или 43 мг). Эта мера веса почти вышла из употребления к концу XV столетия.
Деление золотника на 96 частей является отголоском применявшейся в древности шестнадцатеричной системы счисления, которая также повлияла и на единицы длины, времени и некоторые другие. Применялась в практике монетных дворов.

## Происхождение
Является 1/700 долей тройской унции. Золотник, русский фунт и пуд построены кратным умножением именно русской доли, происходящей от древней тройской унции. А не наоборот, как принято считать — то есть делением пуда и фунта на 96.